# James Bacque
James Bacque (Toronto, 19 maggio 1929 – 13 settembre 2019) è stato uno scrittore e editore canadese.

## Biografia
Bacque fu educato alla Upper Canada College a Toronto e in seguito nell'Università di Toronto, dove studiò storia e filosofia laureandosi nel 1952. Fu un membro della Seaton's House, una scuola di insegnamento.
Bacque fu uno scrittore di romanzi popolari e saggista prima che la sua fama ebbe un punto di svolta quando nel 1989 pubblicò "Other Losses" in cui l'autore sosteneva che i comandi militari statunitensi, e in particolare Dwight D. Eisenhower avrebbero deliberatamente causato la morte per fame di oltre un milione di prigionieri di guerra tedeschi. Nel libro Bacque sosteneva che gli statunitensi designarono i soldati tedeschi che fuggivano da est come "forze nemiche disarmate" per evitarne il riconoscimento come prigionieri di guerra ai sensi della Terza Convenzione di Ginevra, e quindi poter evitare di nutrirle e farle morire di fame. Ovviamente tale volume sollevò subito grosse critiche, e otto storici si riunirono presso l'Eisenhower Center for American Studies presso l'Università di New Orleans dal 7 all'8 dicembre 1990 per rivedere il lavoro di Bacque. Fu rapidamente concluso che "Other Losses" fu un lavoro che presentava enormi criticità e non era un lavoro storiograficamente accettabile. Bacque fece ricorso ad una volontaria interpretazione errata delle fonti, fece uso di cherry picking ignorando deliberatamente tutte le prove contrarie alla sua tesi, e manipolò le fonti in suo possesso per presentare le statistiche quali aderenti alla sua tesi e alterando le testimonianze e i dati in suo possesso. Il lavoro è stato criticato da storici come Stephen E. Ambrose, John Keegan e Russel Weigle, e  "Other Losses" venne relegato ad un lavoro assimilabile ad una teoria del complotto

## Opere
- Other Losses (1989)
- Crimes and Mercies
- Dear Enemy
- Just Raoul
- The Queen Comes To Minnicog
- The Lonely Ones
- A Man of Talent
- Our Father's War